# Бермудес, Хосе Франсиско

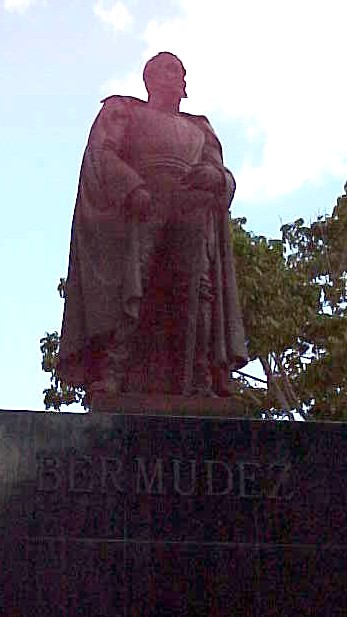
Памятник генералу Бермудесу

Хосе Франсиско Бермудес де Кастро-и-Фигера де Касерес (исп. José Francisco Bermúdez; 23 января 1782, Кариако — 15 декабря 1831, Кумана) — южноамериканский военачальник, республиканский генерал, главнокомандующий венесуэльской армии, герой войны за независимость Венесуэлы. Соратник Симона Боливара.

## Биография
В 1810 году присоединился к войскам, борющимся за независимость Венесуэлы. В 1812 году получил звание подполковника и вместе с Висенте де Сукре участвовал в кампании в провинции Барселона. В июле 1812 года, после капитуляции войск Ф. Миранды и падения Первой Венесуэльской республики, бежал на о. Тринидад. Год спустя вернулся в страну с Сантьяго Мариньо. Участвовал в ряде сражений.
После поражения Второй республики бежал на Нидерландские Антильские острова и участвовал в экспедиции на Лос-Кайос. Из-за расхождений во взглядах с С. Боливаром, в ноябре 1816 года присоединился к войскам генерала Сантьяго Мариньо, затем сражался под командованием Рафаэля Урданета в качестве командующего восточной армией.
11 августа 1818 года в Барселоне потерпел поражение от полковника Хосе Перейры. В 1821 году по приказу Боливара провёл военные операции между Каракасом и долинами Арагуа. После сражения у Карабобо был произведен в чин главнокомандующего и отправлен с задачей освободить город Кумана от роялистов. В 1823 году принял капитуляцию войск Франсиско Томаса Моралеса в Риоача и Маракайбо. В том же году он и генерал Хосе Антонио Паес приняли участие в операциях, которые привели к захвату Пуэрто-Кабельо 10 ноября. Затем Бермудес вернулся в Кумана, где некоторое время занимал пост мэра.
На освобождённых от испанской власти территориях на севере Южной Америки было провозглашено государство Колумбия (вошла в историографию под названием Великая Колумбия), которое делилось на три департамента; Бермудес стал главой департамента Ориноко. В 1828 и 1830 годах боролся с действиями роялистов, угрожавшими конституционной системе, затем ушёл в отставку.
12 декабря 1831 года Бермудес был застрелен в г. Кумана.
Похоронен в Национальном пантеоне Венесуэлы (24 октября 1877).

## Память
- В его честь названы муниципалитет (муниципалитет Бермудеса) и аэропорт генерала Хосе Франсиско Бермудеса в его родном венесуэльском штате Сукре .